# Lekkoatletyka na Światowych Wojskowych Igrzyskach Sportowych 2015 – trójskok mężczyzn
Trójskok mężczyzn – jedna z konkurencji rozegranych w dniu 7 października 2015 roku podczas 6. Światowych Wojskowych Igrzyskach Sportowych na kompleksie sportowym KAFAC Sports Complex w Mungyeongu.

## Terminarz
| Data                | Godzina (UTC+09:00) | Wydarzenie |
| ------------------- | ------------------- | ---------- |
| 7 października 2015 | 15:05               | Finał      |

## Rekordy
Tabela prezentuje rekord świata, a także rekord Igrzysk wojskowych (CSIM) przed rozpoczęciem mistrzostw.
|                                   | Zawodnik                | Wynik  | Miejsce  | Data                  |
| --------------------------------- | ----------------------- | ------ | -------- | --------------------- |
| Rekord świata                     | Jonathan Edwards        | 18.,29 | Göteborg | 15 kwietnia 2014(dts) |
| Rekord Igrzyska wojskowych (CSIM) | João Carlos de Oliveira | 17,38  |          | 1976(dts) tr          |

## Medaliści
| Złoto                   | Srebro                    | Brąz                      |
| Dmitrij Sorokin · Rosja | Aleksiej Fiodorow · Rosja | Adrian Świderski · Polska |

## Finał
| Pozycja | Zawodnik                | Państwo          | #1               | #2               | #3               | #4               | #5               | #6               | Wynik            | Uwagi |
| ------- | ----------------------- | ---------------- | ---------------- | ---------------- | ---------------- | ---------------- | ---------------- | ---------------- | ---------------- | ----- |
| 01 !    | Dmitrij Sorokin         | Rosja            | x                | 16.88 (-0.3 m/s) | x                | x                | 17.01 (+1.5 m/s) | x                | 17.01 (+1.5 m/s) |       |
| 02 !    | Aleksiej Fiodorow       | Rosja            | 16.56 (+1.8 m/s) | 16.15 (+1.3 m/s) | 15.78 (+0.2 m/s) | x                | x                | x                | 16.56 (+1.8 m/s) |       |
| 03 !    | Adrian Świderski        | Polska           | 16.38 (+0.5 m/s) | x                | 16.44 (+0.9 m/s) | 16.55 (+1.1 m/s) | x                | x                | 16.55 (+1.1 m/s) |       |
| 4       | Raszid Ahmad al-Manna’i | Katar            | 14.26 (+0.2 m/s) | 16.27 (+1.0 m/s) | 16.27 (+0.3 m/s) | x                | x                | 15.91 (+0.5 m/s) | 16.27 (+1.0 m/s) |       |
| 5       | Kim Dong-han            | Korea Południowa | x                | 15.86 (+0.2 m/s) | x                | 16.15 (+0.5 m/s) | x                | 15.83 (+0.4 m/s) | 16.15 (+0.5 m/s) |       |
| 6       | Simo Lipsanen           | Finlandia        | x                | 15.48 (+2.0 m/s) | 15.85 (+0.2 m/s) | x                | 15.62 (+1.0 m/s) | 15.64 (0.0 m/s)  | 15.85 (+0.2 m/s) |       |
| 7       | Elijah kiplagat Kimitei | Kenia            | 15.17 (+0.5 m/s) | 15.54 (+1.2 m/s) | 15.68 (+0.2 m/s) | 15.36 (0.0 m/s)  | –                | x                | 15.68 (+0.2 m/s) |       |
| 8       | Rakesh Babu             | Indie            | x                | x                | 15.64 (+1.1 m/s) | 15.17 (+0.4 m/s) | –                | 14.22 (+0.9 m/s) | 15.64 (+1.1 m/s) |       |
| 9       | Lu Tianjie              | Chiny            | 15.18 (+0.1 m/s) | –                | –                |                  |                  |                  | 15.18 (+0.1 m/s) |       |
| 10      | Bheesham Singh          | Indie            | 14.74 (-0.6 m/s) | 15.04 (+1.3 m/s) | 14.91 (+1.1 m/s) |                  |                  |                  | 15.04 (+1.3 m/s) |       |
| 11      | Clifton Olymph          | Surinam          | x                | 14.33 (+1.3 m/s) | x                |                  |                  |                  | 14.33 (+1.3 m/s) |       |
| -       | Yu Zhenwei              | Chiny            |                  |                  |                  |                  |                  |                  | DNS              |       |